# 中國駐紐約總領事館

代理总领事（大使衔）钱进阁下在总领馆招待会致辞

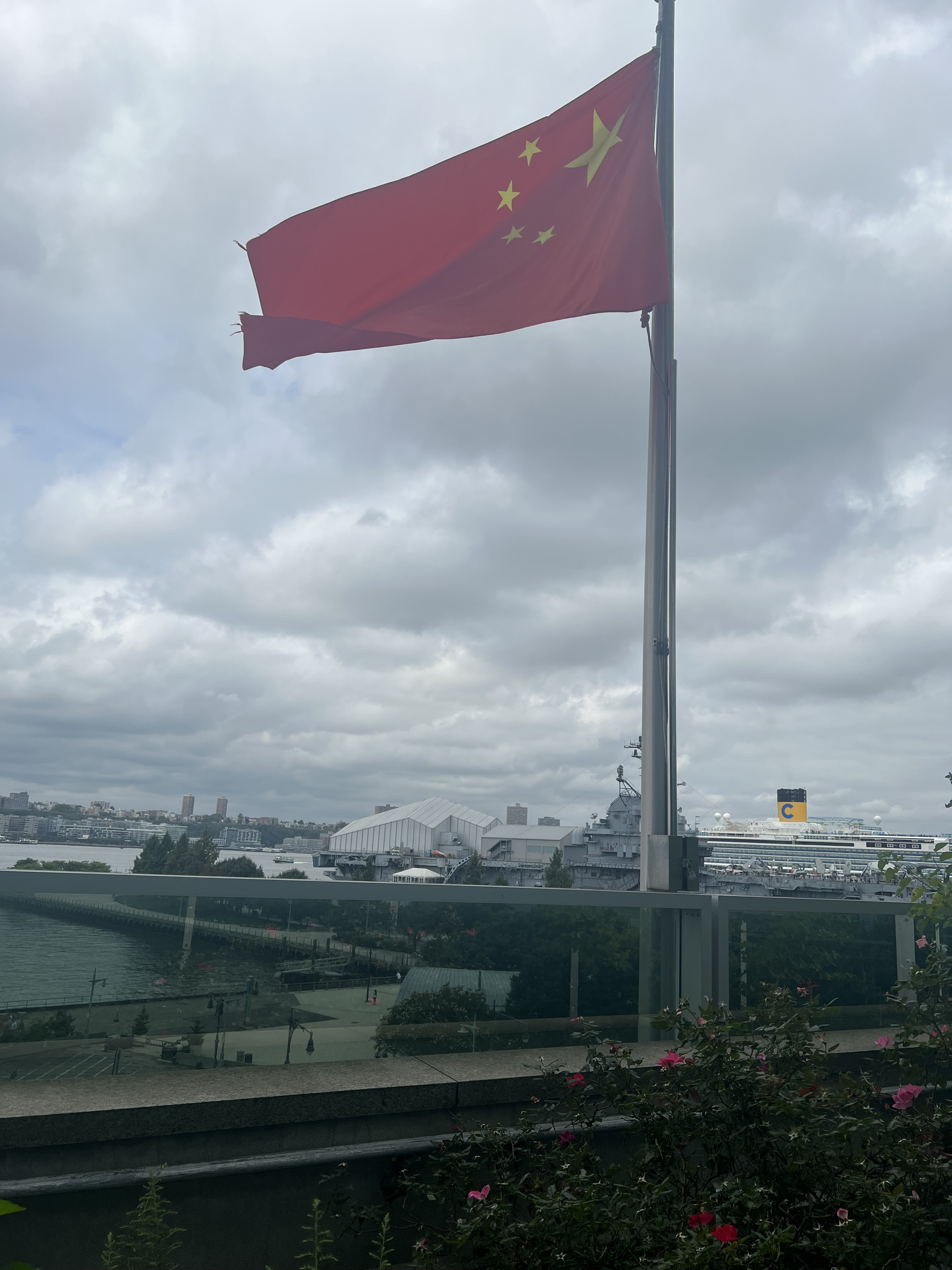
总领事馆悬挂的中国国旗

中華人民共和國駐紐約總領事館（英語：Consulate General of the People's Republic of China in New York），简称中国驻纽约总领事馆，是中華人民共和國派駐美國紐約州紐約市的最高級別外交機構，於1981年12月22日開館，為繼駐三藩市和侯斯頓總領事館後，中華人民共和國在美國設立的第三間總領事館。其領事轄區包括美國東北部的紐約州、新澤西州、康乃狄克州、羅德島州、麻薩諸塞州、新罕布夏州、佛蒙特州、緬因州、賓夕凡尼亞州以及美國中西部地區的俄亥俄州。2020年被美国国务卿蓬佩奥称做“间谍中心”。

## 机构设置
總領館的辦公場所位處第十二大道520號。其下设政治处、新闻与公共外交处、经济商务处、教育处、科技处、文化处、领保侨务处、领事证件处和办公室九個職能部門。

## 外部連結
- 中华人民共和国驻纽约总领事馆官方网站（简体中文）（英文）
- 中國駐紐約總領事館的X（前Twitter）
- 中國駐紐約總領事館的Instagram帳戶
- 中華人民共和國駐紐約總領事館經濟商務處 （页面存档备份，存于）（简体中文）